# PC-DIY
PC-DIY（ピーシーディーアイワイ）は、キルタイムコミュニケーションが発行していた自作パソコンユーザー向けパソコン雑誌。
1997年11月より季刊でスタートし、後に隔月刊→月刊→隔月刊→月刊と頻繁な刊行スケジュールの変更があった。創刊から約6年間発行され、2004年3月29日発売の5月号をもって休刊となった。

## 創刊経緯
1997年の創刊当時は、パソコンをより安く入手する方法として、ユーザーが部品単位で購入し組み立てるという自作パソコンが、1990年代の10年間を通して認知されつつあった途上にあった。そのような状況の中で、よりマニアでコアな自作パソコンユーザーのためにPC-DIYが創刊された。
実のところ、グループ会社であるマイクロマガジン社が発行していた「パソコン批評」が広告を掲載しない方針であったため、当時元気のあった台湾系パソコンパーツメーカーをはじめとするパソコン関連企業の広告出稿を狙って創刊された。しかし、あまりに貧弱な誌面構成や、発行部数の少なさなどが原因でその期待にこたえることはできなかった。
なお、タイトルについては台湾で発行されているパソコン雑誌「PCDIY!電腦硬派月刊」を参考にしたとされている。

## 誌面の特徴
創刊当初は非常にマニアックでテクノロジを重視した誌面構成であったが、創刊当初の技術に詳しいスタッフが続々と去った。そして、編集スタッフが次々と変わっていく中で、パソコンすらまともに触ったことがないスタッフまでも参加せざるを得ない状況になる。そのため誌面内容は次第にテクノロジというよりは、面白おかしくといったものになっていった。その最たるものが、休刊まで続いた「ハイエンド系お笑い自作雑誌」というキャッチフレーズだろう。
また、決められた予算内で目的のPCを自作するという「ビストロDIY」では、当時では考えられない予算設定であったためジャンクパーツや中古パーツを多用した超廉価なPCの製作をはじめ、ダンボールやファミリーコンピュータ、廃品のCDラジカセ、果ては干物、等身大女性フィギュアPCを筐体にした自作PCなど、実用的とは言い難い破天荒な自作パソコンが満載の内容だった。
このほかに、パソコン雑誌としては珍しくマンガの連載があったのも特徴だ。瑠沢るかによる「パソコントラブルまんが」（単行本：パソトラ）をはじめ、いくつかのマンガの連載があった。ただし、「パソコントラブルまんが」以外はその質も内容もあまりにレベルが低く、単行本として発売されたのは「パソトラ」だけだった。

## 休刊
人気連載だったパソコントラブルまんがの休載や誌面のマンネリ化などによって発行部数が下がり続けた。そこでグループ雑誌であるパソコン批評のように、本音でパーツを評価する辛口批評などを掲載していくが失地回復には至らなかった。また、部数減少に歯止めがかからず不振が続いている状況であったにもかかわらず、編集部内の不祥事も発生し、売り上げ不振も重なり最終的には休刊に追い込まれることになった。
休刊の原因として、末期にnvidia製品やIntel製品などのメーカーに対する辛口批評が休刊の一因のように語られているがまったくのガセである。編集部へ圧力をかけたメーカーは確かにあったが、それは台湾の某メーカーであり、また休刊には一切関係ない。

## 主だった連載
- ビストロDIY
- パソコントラブルまんが（るかぽん）
- でこのパソコンはじめて物語（でこくーる）

## 姉妹誌
- パソコン批評
- ユーゲー（ユーズド・ゲームズ）